# Громадянський стан у римському праві
У Римському праві, статус відображає правовий статус особистості. Особа може бути римським громадянином (status civitatis), на відміну від чужинців; чи вона може бути вільною (status libertatis), на відміну від рабів; чи вона може займати певну позицію у римській сім'ї (statut familiae) як голова сім'ї (pater familias), чи нижчий член сім'ї (filii familia).

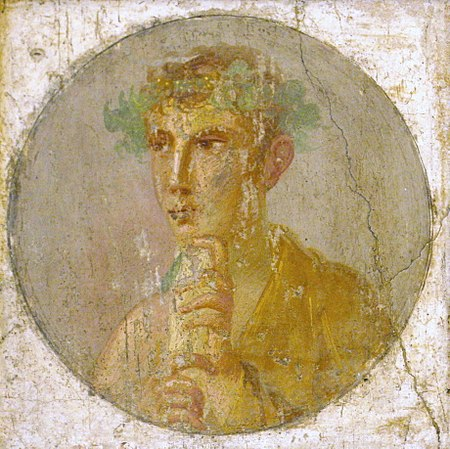
Фреска чоловіка, що тримає рулон папірусу, Помпеї, Італія 1 ст. до н.е.

## Цивільний статус
Основний розділ: Римське громадянство
У  Римській державі, посилаючись на римське цивільне право (ius civile), тільки римські громадяни могли мати повні цивільні та громадянські права. У Римі відповідно до цивільного статусу були  римські громадяни, латинські громадяни, переґріни та чужинці.

## Сімейний статус
Основний розділ: Pater familias
Сімейний статус є правовим статусом особи у сім'ї. Голова сім'ї має повну владу над сім'єю (patria potestas), і кожен був підданим до нього на спорідненості по батьківській лінії. Це мало вплив на приватне право. Є чітка відмінність між alieni iurus (особи піддані голові сім'ї) і sui iurus (особи незалежні від голови сім'ї, котрі самі могли ним стати).  Filius familias мали ius suffragii та ius honorum, але у межах приватного права він був обмежений через patria potestas.

## Status Libertatis
Соціальний і правовий статус рабів у давньому Римі був іншим у різних епохах. У часи старого цивільного права (ius civile Quiritium) рабство було патріархальним (раб робив ту саму роботу і жив у таких самих умовах як і його власник). Після римських успішних воєн, починаючи від 3 століття до н.е. велика кількість рабів надійшла до Риму чим спричинила работоргівлю і збільшила експлуатацію рабів. З того часу і надалі, раб був тільки річчю (res) - servi pro nullis habentur.

## Правовий статус
Правовий статус рабів базувався на факті, що раби були об'єктами права, а не його суб'єктами. Рабовласник мав право власності на раба. Він міг продати його, закласти, але не міг поранити чи убити. Якщо хтось поранив раба, власник повинен вдатися до правових заходів і вимагати захисту. Власність над рабом називалась dominica potestat, а не dominica як власність на предмети і тварин.
У римській правовій системі раб не мав сім'ї. Його сексуальні відносини з іншими рабами не було весіллям (matrimonium), але рахувалось співжиттям (contubernium), без правових наслідків.
Рабовласник також міг дати певну кількість майна (як земля чи нерухомість) рабу на користування, це називалось peculium. Peculium був захищений римським правом і був недосяжний для власника. Це був інший спосіб, за яким раби могли отримати свободу.

## Як ставали рабами
Найдавніший спосіб стати рабом - це бути захопленим противником під час війни. Хоча, навіть чужинець міг стати вільним знову, а римський громадянин стати рабом. Рабство було спадковим, і дитина рабині ставала рабом, незважаючи на статус батька. Проте, відповідно до класичного права, дитина раба ставала вільною (ingenuus), якщо його або її матір була вільною навіть на короткий період часу - протягом вагітності.
Ось способи як вільна людина могла стати рабом у римському суспільстві.
- Посилаючись на 12 таблиць:

Æris confessi rebusque iure iudicatis XXX dies iusti sunto.
Людина, котра погоджується із заборгованістю чи яка засуджена віддати гроші повинна заплатити протягом 30 днів.
Post deinde manus iniectio esto. In ius ducito. Ni iudicatum facit aut quis endo eo in iure vindicit, secum ducito, vincito aut nervo aut compedibus XV pondo, ne maiore aut si volet minore vincito. Si volet suo vivito, ni suo vivit, qui eum vinctum habebit, libras faris endo dies dato. Si volet, plus dato.
Після цього кредитор може покласти на нього руки і затягти його до суду. Якщо боржник не задовільнить суд і ніхто не є його поручителем, то кредитор може взяти з собою відповідача в мішку чи ланцюгах...
- Також громадяни причетні до фальшивої презентації рабства задля вигоди могли стати рабами. Якщо вільна людина була продана як раб, то після доведення свого статусу вільної людини, особа отримує частину грошей від партії, що продала його. Претор міг залишити продавця його свободи (vindicatio in libertatem).
- Засуджені (більшість з них мали смертний вирок), могли стати рабами, а вся їхня власність переходила до держави.
- Римська громадянка могла стати рабинею (згідно з senatus consultum Claudianum), якщо мала "спільне проживання" (contubernium) з рабом іншого власника, незважаючи на його заперечення.

## Припинення статусу раба
Після Пунічних воєн Рим почав масову експлуатацію рабів. Хоча, розвиток промислів, торгівлі та інших гілок економіки вимагав навчених вільних працівників, котрі зацікавлені у власній роботі.
Раб міг стати вільним, отримавши манумісію (лист визволення), за яким його власник випускав з-під власної влади. Манумісії були різними у залежності від епохи. Старе цивільне право (ius civile Quiritium) визнавало 3 види манумісії:
- Manumissio censu, зроблена рабовласником під час центуріатної коміції. Власник що бажав звільнити раба повинен був внести його у цензорський лист громадян.
- Manumissio vindicta, було звільненням для раба фіктивним благанням про свободу (vindication in libertatem). Це мало бути зроблено перед магістратом, коли яки-небудь громадяни (adsertor libertatis) торкалися раба палкою (vindicta), і правильними слова говорили, що тепер раб є вільною людиною. Якщо власник суперечив цьому намаганню (in iure cessio), то магістрат особиство ратифікував свободу раба (addictio). Так було протягом старого цивільного права (ius civile Quiricium).
- Manumissio testamento, було звільненням раба за заповітом. Якщо у заповіті власник сказав "Stichus servus meus liber esto", тоді раб ставав вільним і без патрона.
- Manumissio testamento fideicomissaria, було звільненням, коли власник попросив свого наступника звільнити раба. Якщо раб був звільнений, то людина яка звільнила його, ставала його патроном.
- Manumissio inter amicos, було звільненням раба заявою перед друзями. Претори захищали таких вільних рабів (за Lex Junia Norbana, ці люди жили вільно, але помирали як раби). Ця манумісія з'явилася наприкінці республіки.
- Manumissio per epistulam, теж саме що і попереднє, але зроблене заявою у листі.
- Manumissio per mensam було схожим до манумісій вище. Ця не була такою офіційною як манумісії у часи старого цивільного права, проте мала таку ж вагу як і преторські манумісії. Манумісії такого типу беруть початок у часи імперії.

Manumissio in ecclesia, були манумісіями зробленими у часи християнських імператорів перед священником.
На початку імперії через велику кількість манумісій були зроблені правові обмеження манумісій. Ці обмеження були впроваджені 2 законами: Lex Fufia Caninia та Lex Aelia Sentia.
Відповідно до римського права, звільнені раби (libertinus, в честь про власника libertus) ставали римськими громадянами, але вони мали трішки менше прав, ніж вільнонароджені римські громадяни (ingenuus). Колишній власник раба ставав його патроном (patronus), а у звільненого досі залишалися обов'язки перед ним (це регулювалося законом). Звільнений повинен був бути слухняним і поважним до свого патрона (obsequim et reverentia). Патрон міг покарати непокірного звільненого, навіть убити його у старіші часи (ius vitae necisque), але пізніше не міг. У деяких обставинах він міг попросити магістрата зробити звільненого рабом знову (accusatio ingrati).